# マイコバクテリウム・マリナム
マイコバクテリウム・マリナム（Mycobacterium marinum、以下M. marinum）は、放線菌門のマイコバクテリウム属に属する遅発育性抗酸菌（英: slow growing mycobacterium、SGM）である。

## 解説
マリナム株は1926年にAronsonにより初めて同定され、病原性抗酸菌として見つかる。例えば、魚類の結核様感染（ミコバクテリア症）や、人の皮膚病（非結核性抗酸菌症）などがある。
M. marinumはヒトに感染しうる抗酸菌である。以前は、Mycobacterium balneiとして知られていた。感染は、通常、水泳（プール肉芽腫）や魚の飼育、取り扱い（水槽肉芽腫）に伴って起こる。
M. marinum（M株）の全ゲノム解析は2008年に初めて発表され、また後の次世代シーケンシング（NGS）の出現に伴い、M. marinumタイプ株や患者から単離された株のゲノム配列が発表されている。
人への稀な感染例として、2002年3月に、コスタリカでイグアナに咬まれた3歳のアメリカ人の子供への感染が見つかっている。

## 系統学
16S rDNA遺伝子の配列解析を用いた初期の系統学研究は、M. marinum が結核菌（M. tuberculosis）とM. ulceransに近縁であることを示している。